# Freja Riemann
Freja Riemann (født 23. oktober 1996) er en dansk kostumedesigner uddannet fra Designskolen Kolding samt tillige skuespiller, som har medvirket i et antal danske film og serier. Hun spillede statsministerens (Birgitte Nyborg) psykisk syge datter Laura i tv-serien "Borgen" i såvel 2010-13 som i 2022. Hun havde forinden haft en lille rolle i julekalenderen "Pagten" og blev fundet af casteren fra "Borgen" i arkivet.
Freja Riemann blev i 2011 nomineret som en af de skuespillere (otte nominerede i alt), man kunne stemme på, som "Årets tv-stjerneskud 2011" (unge skuespillere med særligt folkeligt gennembrud på tv det pågældende år). Freja var det år den yngste af de otte nominerede stjerneskud, og for at bedre kunne forberede sig til rollen som psykisk syg, havde hun foruden instruktøren på Borgen også haft samtaler med en børnepsykolog forud for optagelserne.
Herunder et overblik over Frejas medvirken i film og serier.
| Navn på film og serie         | Navn på rolle |
| Pagten (2009)                 |               |
| Borgen (2010-2013 og 2022)    | Laura         |
| Max pinlig på Roskilde (2012) | Kaya          |

Derudover har hun blandt andet lavet kostumedesign på kortfilmen I'd Rather Not fra 2018 og til DR Ultras serie Er du på (2020-2021).